# Miguel Gustavo

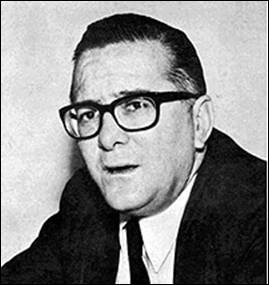
Miguel Gustavo

Miguel Gustavo Werneck de Sousa Martins (* 22. März 1922 in Rio de Janeiro; † 22. Januar 1972 ebenda), bekannt unter dem Pseudonym seiner Vornamen Miguel Gustavo, war ein brasilianischer Autor, Komponist, Dramaturg und Journalist. Er ist der Autor des Liedes Brigitte Bardot aus dem Jahr 1962, das von Jorge Veiga gesungen wurde.

## Leben und Wirken
Miguel Gustavo wurde 1922 in Rio de Janeiro geboren, begann 1941 als Discjockey für Radio Vera Cruz und machte sich als Jingle-Komponist einen Namen. Später kam der Zyklus der Sambas de Breque mit Moreira da Silva hinzu. Im Jahr 1950 komponierte er den Jingle Casas da Banha, das wegen der Verwendung eines Auszugs aus der Melodie Jesus, die Freude der Menschen von J. S. Bach für Kontroversen sorgte.
Im Jahr 1962 komponierte er zusammen mit Jorge Veiga das Stück Brigitte Bardot. Für die Fußball-Weltmeisterschaft 1970 in Mexiko komponierte er die Hymne Pra Frente Brasil, dessen Melodie zum Symbol der brasilianische Auswahl wurde. Im selben Jahr komponierte er das von Miriam Batucada inspirierte Lied A saia.
Er heiratete Sagramor de Scuvero Brandão und sie bekamen zwei Töchter. Miguel Gustavo starb 1972 und wurde auf dem Caju-Friedhof in der Stadt Rio de Janeiro beigesetzt.

## Andere Lieder
- 1952: Baião das Mulheres, Miguel Gustavo und João S. Guimarães
- 1953: Baião do Chofer, Miguel Gustavo
- 1956: A Dança Do Didu, Miguel Gustavo
- 1956: Boate Tra La Lá, Miguel Gustavo
- 1957: A Dança do Bidú, Miguel Gustavo
- 1957: A Fúria Louca de Jean Pouchard, Miguel Gustavo
- 1957: A Menina Canta, Miguel Gustavo
- 1957: Bem Vindo Seja, Miguel Gustavo
- 1958: Brabuletas de Brasília, Miguel Gustavo, Altamiro Carrilho and Carrapicho
- 1959: Baião Triste, Altamiro Carrilho and Miguel Gustavo
- 1962: Bacardy Chá-chá-chá, Miguel Gustavo
- 1970: Bloco Da Lua, Luiz Reis und Miguel Gustavo
- 1970: Brasil Eu Adoro Você, Miguel Gustavo